# GENJI -神威奏亂-
《GENJI -神威奏亂-》是由Game Republic開發并由索尼电脑娱乐在PlayStation 3平台上发行的动作遊戲。本作是PlayStation 3的首发游戏之一。

## 故事
《GENJI》的3年後，源義經擊敗了平氏一族的平清盛，將平氏一族逐出平安京。但源氏與平氏依然持續戰爭，更傳出平氏軍隊中出現了非人類的怪物，在平氏的新當家領導下，利用與「天鋼」相對的「魔瘴鋼」來對抗源氏。

## 系統
神威系統是以玩家看準時間按下按鍵，使出連續快速攻擊特殊空間中的敵人的技能。

## 角色
- 源九郎義經 - 浪川大輔
- 武藏坊辨慶 - 大塚明夫
- 静御前 - 戶田惠梨香
- 九妖 - 長澤美樹
- 武尊 - 諏訪部順一
- 源頼朝
- 平敦盛
- 平知盛
- 平教經
- 旁白 - 津田英三

## 外部連結
- （日語）GENJI-神威奏亂-官方網站（页面存档备份，存于）